# Ricardo Abad
Pour les articles homonymes, voir Martínez et Abad.
Ricardo Abad Martínez, né le 8 janvier 1971 à Tafalla, est un coureur d'ultrafond espagnol. Il détient le record du monde de marathons consécutifs avec 607 sur plusieurs jours consécutifs.
Projetant initialement de réaliser « 500 marathons en 500 jours », il complète son objectif entre le 1er octobre 2010 et le 12 février 2012. Il court au moins un marathon dans chacune des cinquante provinces d'Espagne en revendant chacun des 21 000 kilomètres qu'il a parcouru au prix d'un euro pour en faire don à une organisation caritative espagnole. Il conserve durant cette période son travail dans une usine.
Ricardo Abad a détenu le record du monde de marathon consécutifs en 2009 avec 150 marathons d'affilée. Stefaan Engels le détrône en 2011 avec 365 marathons consécutifs. Abad récupère son titre le 1er octobre 2011 à Madrid en effectuant 366 marathons consécutifs. Le 5 octobre 2016 le britannique Ben Smith devient le nouveau titulaire du record du monde en réalisant 401 marathons consécutifs.
Après avoir battu le record, il annonce vouloir doubler son nombre de marathons mais échoue à trouver les fonds nécessaires pour son projet, qui comprenait un marathon dans tous les continents du monde. Il abandonné le projet le 29 mai 2012 après 607 marathons.
En 2012, il est nommé pour le prix Prince des Asturies, comme il l'était déjà en 2009.